# Hydriastele microcarpa
Hydriastele microcarpa là loài thực vật có hoa thuộc họ Arecaceae. Loài này được (Scheff.) W.J.Baker & Loo mô tả khoa học đầu tiên năm 2004.